# Barrow megye
Barrow megye az Amerikai Egyesült Államokban, azon belül Georgia államban található. Megyeszékhelye és legnagyobb városa Winder. Lakosainak száma 83 505 fő (2020. április 1.). Barrow megye Hall, Walton, Gwinnett, Jackson, Clarke és Oconee megyékkel határos.

## Népesség
A megye népességének változása:
| Lakosok száma | 69 686 | 69 815 | 70 165 | 71 453 | 75 370 | 83 505 |
|               | 2010   | 2011   | 2012   | 2013   | 2015   | 2020   |